# هوبره‌های آفریقا
هوبره‌های آفریقایی یا هوبره‌های سیاه آفریقایی (نام علمی: Afrotis) نام یک سرده از تیره هوبره‌ایان است.

## گونه‌ها
- هوبره سیاه جنوبی،  Eupodotis afra
- هوبره سیاه شمالی،  Eupodotis afraoides